# 万里小路政房
万里小路政房（までのこうじ まさふさ、享保14年（1729年）3月5日 - 享和元年（1801年）11月26日）は、江戸時代中期の公卿。初名は万里小路説道。別名は万里小路韶房。
尊号一件に関与し、寛政5年（1793年）に幕府から出仕を止められたが、同9年（1797年）に許された。

## 官歴
- 延享元年（1744年）：従五位上、民部権少輔
- 延享2年（1745年）：左少弁、蔵人
- 延享3年（1746年）：正五位下
- 延享4年（1747年）：正五位上、左衛門権佐、皇太后宮大進
- 寛延2年（1749年）：賀茂奉行、神宮弁
- 宝暦4年（1754年）：権右中弁
- 宝暦5年（1755年）：右中弁
- 宝暦6年（1756年）：正四位下、蔵人頭、右大弁
- 宝暦7年（1757年）：正四位上、造興福寺長官、神宮奉行
- 宝暦11年（1761年）：左大弁、参議、従三位
- 宝暦12年（1762年）：権中納言
- 宝暦13年（1763年）：権大納言
- 明和3年（1766年）：正三位、踏歌外弁
- 明和6年（1769年）：従二位
- 安永元年（1772年）：正二位
- 天明8年（1788年）：武家伝奏
- 寛政9年（1797年）：従一位

## 系譜
- 実父：勧修寺高顕
- 養父：万里小路稙房
- 養子：万里小路文房（平松時行の子）